# 감우성
감우성(甘宇成, 1970년 10월 1일 ~ )은 대한민국의 배우이다.

## 이력
1990년에 뮤지컬 배우로 첫 데뷔하였고 이듬해인 1991년에 연극 배우로 데뷔하였다. 1991년 MBC 20기 공채 탤런트로 정식 데뷔했다. 3남 2녀 중 막내이며, 아내는 탤런트 강민영이다.

## 학력
- 서울수유초등학교
- 수유중학교
- 선화예술고등학교
- 서울대학교 동양화 학사

## 출연 작품

### 드라마
| 연도 | 방송 | 작품                             | 역할        | 비고    |
| ---- | ---- | -------------------------------- | ----------- | ------- |
| 1991 | MBC  | 《우리들의 천국》                | 미대생      | 163부작 |
| 1991 | MBC  | 베스트극장 《우황청심환》        | 현이        |         |
| 1992 | MBC  | 베스트극장 《주말부부별곡》      | 최왕재      |         |
| 1992 | MBC  | 베스트극장 《추억 수배》         | 최종관      |         |
| 1992 | MBC  | 《매혹》                         | 조훈배      |         |
| 1993 | MBC  | 베스트극장 《지난 겨울 우리는》  | 건우        |         |
| 1993 | MBC  | 《나팔꽃》                       | 채이언      | 69부작  |
| 1993 | MBC  | 《폭풍의 계절》                  | 최한영      | 66부작  |
| 1993 | MBC  | 베스트극장 98회 《여성시대》     | 김현석      |         |
| 1993 | MBC  | 베스트극장 102회 《유년의 삽화》 | 용식        |         |
| 1993 | MBC  | 베스트극장 110회 《제레미》      | 제레미      |         |
| 1994 | MBC  | 베스트극장 129회 《하얀 여로》   | 조성규      |         |
| 1994 | MBC  | 특집극 《슬픈 아비의 노래》      | 차동화      |         |
| 1995 | SBS  | 특집극 《삼색우정》              | 태형        |         |
| 1995 | KBS  | 《남자 만들기》                  | 명태민      | 8부작   |
| 1997 | MBC  | 《산》                           | 최성규      | 20부작  |
| 1997 | MBC  | 《예감》                         | 이준섭      | 16부작  |
| 1998 | MBC  | 《수줍은 연인》                  | 최명일      | 20부작  |
| 1998 | SBS  | 《바람의 노래》                  | 송인규      | 30부작  |
| 1999 | MBC  | 특집극 《미찌꼬》                | 한동욱      | 2부작   |
| 1999 | MBC  | 《사랑해 당신을》                | 김형준      | 16부작  |
| 2000 | MBC  | 《눈으로 말해요》                | 장기웅      | 54부작  |
| 2000 | SBS  | 《메디컬 센터》                  | 김승재      | 40부작  |
| 2001 | MBC  | 특집극 《낮에도 별은 뜬다》      | 갑수        | 2부작   |
| 2002 | MBC  | 《현정아 사랑해》                | 김범수      | 16부작  |
| 2006 | SBS  | 《연애시대》                     | 이동진      | 16부작  |
| 2010 | KBS  | 《근초고왕》                     | 근초고왕    | 60부작  |
| 2014 | MBC  | 《내 생애 봄날》                 | 강동하      | 16부작  |
| 2018 | SBS  | 《키스 먼저 할까요》             | 손무한      | 40부작  |
| 2019 | JTBC | 《바람이 분다》                  | 권도훈      | 16부작  |
| 2021 | SBS  | 《조선구마사》                   | 태종 이방원 | 16부작  |

### 영화
| 연도 | 작품                    | 역할   | 비고        |
| ---- | ----------------------- | ------ | ----------- |
| 2002 | 《결혼은, 미친 짓이다》 | 김준영 |             |
| 2004 | 《알포인트》            | 최태인 |             |
| 2004 | 《거미숲》              | 강민   |             |
| 2005 | 《간 큰 가족》          | 김명석 |             |
| 2005 | 《왕의 남자》           | 장생   | 첫 천만영화 |
| 2007 | 《쏜다》                | 박만수 |             |
| 2007 | 《내 사랑》             | 장세진 |             |
| 2010 | 《무법자》              | 오정수 |             |

### 음반
- 2014년 MBC 내 생애 봄날 - 《I Will》

### 도서
- 2007년 《감우성 강민아 러브 쿠킹: 영화배우 감우성 부부, 그들이 찾은 전원에서의 행복》
- 2011년 《감우성의 아주 소박한 와인 수첩: 첫번째 이야기 보르도, 보르도 사람들》

## 수상 및 후보
| 연도 | 시상식                      | 부문                             | 작품                | 결과 |
| ---- | --------------------------- | -------------------------------- | ------------------- | ---- |
| 1997 | MBC 연기대상                | 남자 우수상                      | 예감                | 후보 |
| 1999 | MBC 연기대상                | 인기상                           | 사랑해 당신을       | 수상 |
| 1999 | MBC 연기대상                | 베스트 커플상 (with 채림)        | 사랑해 당신을       | 수상 |
| 1999 | MBC 연기대상                | 남자 우수상                      | 사랑해 당신을       | 후보 |
| 2002 | 제7회 여성관객영화상        | 최고의 남자배우상                | 결혼은, 미친 짓이다 | 수상 |
| 2002 | 제15회 그리메상             | 최우수 남자연기상                | 현정아 사랑해       | 수상 |
| 2002 | MBC 연기대상                | 미니시리즈부문 남자 최우수상     | 현정아 사랑해       | 수상 |
| 2002 | 제1회 대한민국 영화대상     | 신인남우상                       | 결혼은, 미친 짓이다 | 수상 |
| 2002 | 제23회 청룡영화상           | 신인남우상                       | 결혼은, 미친 짓이다 | 후보 |
| 2002 | 제19회 코리아베스트드레서   | 영화배우부문 백조상              | 결혼은, 미친 짓이다 | 수상 |
| 2003 | 제39회 백상예술대상         | 영화부문 남자 신인연기상         | 결혼은, 미친 짓이다 | 후보 |
| 2004 | 제9회 여성관객영화상        | 그나마 희망적인 남자캐릭터상     | 거미숲              | 수상 |
| 2006 | 제43회 대종상               | 남우주연상                       | 왕의 남자           | 수상 |
| 2006 | 제14회 춘사대상영화제       | 남우주연상                       | 왕의 남자           | 수상 |
| 2006 | 제27회 청룡영화상           | 베스트 커플상 (with 이준기)      | 왕의 남자           | 수상 |
| 2006 | 제27회 청룡영화상           | 남우주연상                       | 왕의 남자           | 후보 |
| 2006 | SBS 연기대상                | 남자 최우수연기상                | 연애시대            | 후보 |
| 2008 | 제42회 납세자의 날          | 국무총리 표창                    | 빈칸                | 수상 |
| 2011 | KBS 연기대상                | 장편드라마부문 남자 우수연기상   | 근초고왕            | 후보 |
| 2014 | MBC 연기대상                | 미니시리즈부문 남자 최우수연기상 | 내 생애 봄날        | 후보 |
| 2018 | 보건복지부                  | 장관표창                         | 빈칸                | 수상 |
| 2018 | 제45회 한국방송대상         | 연기자부문 개인상                | 키스 먼저 할까요    | 수상 |
| 2018 | 제11회 코리아 드라마 어워즈 | 남자 최우수상                    | 키스 먼저 할까요    | 수상 |
| 2018 | 제2회 더 서울어워즈         | 드라마부문 남우주연상            | 키스 먼저 할까요    | 후보 |
| 2018 | SBS 연기대상                | 대상 (김선아와 공동수상)         | 키스 먼저 할까요    | 수상 |
| 2018 | SBS 연기대상                | 월화드라마부문 남자 최우수연기상 | 키스 먼저 할까요    | 후보 |
| 2018 | SBS 연기대상                | 베스트 커플상 (with 김선아)      | 키스 먼저 할까요    | 수상 |

## 홍보대사 및 기타활동
| 연도 | 부문                                           |
| ---- | ---------------------------------------------- |
| 2007 | 제44회 대종상영화제 홍보대사                   |
| 2008 | 국세청 명예홍보위원                            |
| 2012 | 대전 국제 푸드&와인 페스티벌 홍보대사          |
| 2016 | 보건복지부 제4대 희망의 씨앗 생명나눔 홍보대사 |
| 2018 | 외교부 제4기 문화외교자문위원                  |
| 2018 | 보건복지부 장관 표창                           |